# Opsion membrancea
Opsion membrancea är en tvåvingeart som beskrevs av Edwards 1925. Opsion membrancea ingår i släktet Opsion och familjen svampmyggor. Inga underarter finns listade i Catalogue of Life.